# ناخدا عباس
عباس دریانورد (۱۲۵۵ — ۱۳ فروردین ۱۳۳۲ یا ۱۳۳۳) مشهور به ناخدا عباس، دریانورد و شاعر ایرانی در دوره قاجار و پهلوی اول بود. او «مشهورترین ناخدای ایرانی دوره قاجار» است.

## آغاز زندگی
عباس در سال ۱۲۵۵ در خانواده‌ای دریانورد در بوشهر به دنیا آمد. تا ۱۲ سالگی در مکتب‌خانه تحصیل کرد و پس از آن همراه پدرش ناخدا احمد به سفرهای دریایی رفت. در جریان یکی از سفرهای دریایی به آفریقا، پدرش در راه فوت می‌کند و او که تابحال تنها چندبار به سکان دست زده‌بود، کشتی را از زنگبار تا بوشهر بدون ناخدا هدایت می‌کند. پس از اجباری‌شدن نام خانوادگی در ایران، او نام دریانورد را برای خود برگزید.

## دریانوردی
ناخدا عباس ناخدایی دو کشتی پرسپولیس و مظفری را بر عهده داشته‌است. 
پس از از کار افتادن مظفری، فرمانده ناوچه‌های توپ‌دار ضدقاچاق گمرک بوشهر شد.
او محل خور موسی را معرفی نمود و محل ساخت بندر شاهپور بر اساس آن تعیین شد. سپس با درجۀ ناوسروانی، سال‌ها عهده‌دار امور دریایی بندر شاهپور بود. در علامت‌گذاری راه دریایی خور موسی تا بندر شاهپور (بندر امام کنونی) و معشور (ماهشهر کنونی) نیز نقش عمده‌ای داشت و در زمان تأسیس نیروی دریایی ایران، توسط رضاشاه مأمور شد تا شش ماه در شمال برای راه‌اندازی نیروها در دریای خزر مطالعه کرده، طرح ارائه کند.
او از طریق سفرهای دریایی‌اش به زبان انگلیسی، زبان آلمانی و زبان عربی تسلط پیدا کرد و از معدود کسانی بوده که در آن زمان مدارک بین‌المللی دریانوردی دریافت نموده‌است.

## هنر و ادبیات
ناخدا عباس به مطالعه و نوشتن علاقه داشت و چند هزار بیت از شعرهای ادبیات فارسی را حفظ بود. در سفرهای خارجی و داخلی خود خاطره‌نویسی می‌کرد که حدود ۲۰۰ صفحه دست‌نوشته از آن‌ها به جا مانده‌است. او همچنین شعرهایی در مدح پیامبر اسلام و ائمه دارد که به همراه ۱۴ عکس و دست‌نوشته‌ها، توسط نوه وی در اختیار بنیاد ایرانشناسی قرار گرفته‌است.
ناخدا عباس در سوگواری محرم نوحه‌خوانی می‌کرد و شیوه عزاداری او هنوز در بوشهر باقی مانده‌است.
او به موسیقی هم علاقه داشت و در کشتی پیانو می‌نواخت.

## درگذشت
ناخدا عباس در ۱۳ فروردین ۱۳۳۲‏ یا ۱۳۳۳‏ در اهواز درگذشت و در آرامگاه علی بن مهزیار اهوازی دفن شد.
بر روی سنگ قبر وی، بیتی از یکی از اشعارش نوشته‌شده:
| من از خدمت این آب و خاک |  | نیاسوده‌ام جز به وقت هلاک |

شعری در سوگ ناخدا عباس که توسط محمد شریفیان شاعر و آهنگساز بوشهری سروده شده‌است:
| تو اي دريانورد آخر به زير گِل وطن كردي   |  | ز هجرت دوستانت را به سختي در محن كردي  |
| تو بودي ذاكر شاه شهيدان زاده ي زهرا     |  | هميشه يادي از مظلوم بي غسل و كفن كردي  |
| پريدي زين قفس بيرون مثال مرغ خوش الحان  |  | بهار آمد عزيز من مگر ميل چمن كردي      |
| تو بودي ناخدا و هم سخن با هر كه در كشور |  | بگو اي آشنا با ما چرا قطع سخن كردي     |
| شدي پنهان به زير خاك اما از فراق تو     |  | دل فرزند و يارانت پر از درد و محن كردي |
| تو رفتي ناخدا آسوده گشتي از غم دنيا     |  | دل بوشهريان از مرگ خود بيت الحزن كردي  |
| «شريفيان» بگويد تسليت بر جمله ي ياران   |  | چرا كه ذاكري بهر شه دين و زمن كردي     |